# ژوزوئه دو کاسترو
ژوزوئه دو کاسترو پزشک، متخصص علم تغذیه، نویسنده، استاد دانشگاه و رئیس پیشین سازمان خواربار جهانی (فائو) و فعال اجتماعی در زمینه مبارزه با گرسنگی جهانی بود.
او در سال ۱۹۰۸ میلادی در منطقه رسیف برزیل به‌دنیا آمد و در سال ۱۹۷۳ میلادی در پاریس از دنیا رفت.
مهم‌ترین آثار او کتاب جغرافیای گرسنگی (منتشر شده در سال ۱۹۴۶ میلادی) و ژئوپلتیک گرسنگی است که در سال ۱۹۵۲ میلادی در برزیل و به زبان پرتغالی منتشر شد. کتاب اخیر در سال ۱۳۴۱ خورشیدی به‌دست منیر جزنی (مهران) و به‌نام انسان گرسنه ترجمه و منتشر گردید. اثر دیگر وی به‌نام انسان‌ها و خرچنگ‌ها که داستانی از دوران سخت کودکی نویسنده در برزیل است، توسط محمد قاضی و نیز منیر جزنی (مهران) به زبان فارسی منتشر شده‌است.